# Numéro Azur
Le Numéro Azur est une marque de France Télécom désignant une catégorie de numéros de téléphone à tarif local (fixe) ou à tarif normal (mobile).

## Histoire
Au 1er octobre 2015, l'Arcep met fin aux numéros Azur qui sont remplacés par des numéros à tarification normale.
Ces numéros à tarification normale sont à présent facturés à la tarification d'un appel local sur le réseau fixe et sans surtaxe, y compris pour les gens qui effectuent leurs appels depuis un téléphone mobile. Cependant, bien que la tarification soit "normale" (ou "banalisé" selon le vocabulaire de l'Arcep), le service à valeur ajouté reste payant (0,05 €HT/min ou 0,125 €HT/appel au maximum, la TVA étant calculée en fonction de la localisation de l'appelant).

## Principe
Le Numéro Azur désignait une catégorie de numéros pour laquelle le coût de l'appel était partagé entre l'appelant (tarif local) et le propriétaire du numéro azur.

## Numéros et tarifs
Les numéros français à 10 chiffres commençant par 0810 et 0811 étaient des numéros pour lesquels le coût de la télécommunication est égal au prix d'une communication locale pour l'appelant, depuis un poste fixe ou mobile.
Numéro Azur est une appellation commerciale (marque) de France Télécom / Orange.
Pour le propriétaire de ce type de numéro, l'inconvénient majeur est que plus le volume d'appels est important plus il y a risque de considérablement augmenter sa facture téléphonique.